# 136e méridien ouest
En géographie, le 136e méridien ouest est le méridien joignant les points de la surface de la Terre dont la longitude est égale à 136° ouest.

## Géographie

### Dimensions
Comme tous les autres méridiens, la longueur du 136e méridien correspond à une demi-circonférence terrestre, soit 20 003,932 km. Au niveau de l'équateur, il est distant du méridien de Greenwich de 15 139 km,.
Avec le 44e méridien est, il forme un grand cercle passant par les pôles géographiques terrestres.

### Régions traversées
En commençant par le pôle Nord et descendant vers le sud au pôle Sud, Le 136e méridien ouest passe par:
| Coordonnées           | Pays, territoire ou mer        | Notes |
| --------------------- | ------------------------------ | --- |
| 90° 00′ N, 136° 00′ O | Océan Arctique                 | |
| 74° 24′ N, 136° 00′ O | Mer de Beaufort                | |
| 69° 11′ N, 136° 00′ O | Canada                         | Territoires du Nord Yukon — à partir de 67° 00′ N, 136° 00′ O Colombie-Britannique — à partir de 60° 00′ N, 136° 00′ O                                              |
| 59° 40′ N, 136° 00′ O | États-Unis                     | Alaska |
| 58° 45′ N, 136° 00′ O | Bassin de la Baie des Glaciers | |
| 58° 11′ N, 136° 00′ O | États-Unis                     | Alaska — Île Chichagof |
| 57° 30′ N, 136° 00′ O | Océan Pacifique                | Passe juste à l'ouest de Île Kruzof, Alaska, États-Unis (à 57° 13′ N, 135° 52′ O) Passe juste à l'est de Maria atoll, Polynésie française (à 22° 00′ S, 136° 10′ O) |
| 60° 00′ S, 136° 00′ O | Océan Austral                  | |
| 74° 39′ S, 136° 00′ O | Antarctique                    | Liste des territoires non revendiqués |